# Musica della Mesopotamia

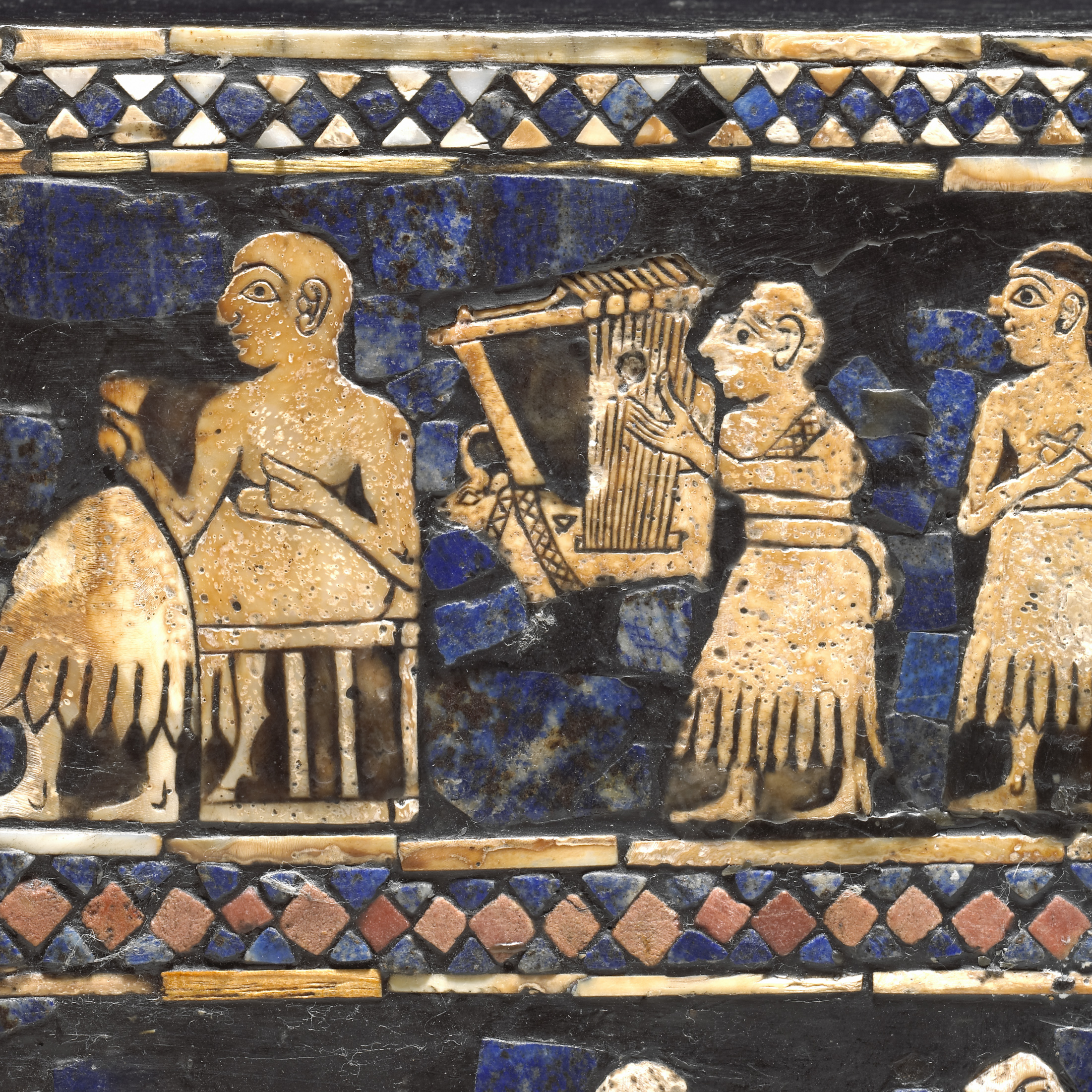
Raffugurazione di una lira nello stendardo di Ur

La musica della Mesopotamia seguì le diverse tradizioni artistiche dei popoli che abitarono le terre fra il Tigri e l'Eufrate, fra questi i Sumeri, gli Accadi, gli Assiri e gli Ittiti. Gli strumenti in Mesopotamia includevano arpe, lire, liuti, flauti e tamburi. Molti di questi erano comuni alle culture limitrofe. Le lire dell'Africa orientale e i liuti dell'Africa occidentale databili allo stesso periodo conservano effettivamente alcune caratteristiche degli strumenti mesopotamici (van der Merwe 1989, p. 10).
Gli scavi del cimitero reale di Ur, città sumerica, e l'iconografia musicale con cui è riccamente decorata l'architettura della prima Mesopotamia storica lasciano intendere che la musica era probabilmente molto importante nelle forme rituali tipiche della civiltà sumera.
Esemplari di bassorilievo del Louvre, provenienti da Lagash, mostrano ad esempio strumenti cordofoni simili all'arpa.
Nei Testi Sacri dell'Ebraismo si accenna per la prima volta alla musica (in un riferimento che sembra alludere a un'epoca attorno al 3300/3200 a.C.), quando si parla di Iubal o Jubal, figlio di Lamec e di Ada, del quale viene detto che:

## Usi

### Religioso
La musica svolse un ruolo centrale nell'antica religione mesopotamica. Nel periodo paleo-babilonese (ca. 1894–1595 a.C.), quando la musica veniva eseguita durante la cerimonia religiosa, i praticanti, conosciuti in sumero come "sacerdoti di gala", cantavano in un dialetto sumero chiamato Emesal. C'erano due tipi di preghiere Emesal, il Balag e l'Ershemma, che prendevano il nome dagli strumenti usati nella loro esecuzione (rispettivamente balag e shem). In alcune rappresentazioni di feste religiose, i musici erano accompagnati da ballerini, giocolieri ed acrobati.
Le prove rinvenute nella città di Mari offrono un quadro di come erano posizionati i musici entro il tempio. Uno strumento chiamato "Ninigizibara" era posto di fronte alla statua della divinità di quella città, Ištar. I cantanti sedevano alla destra dello strumento, un'orchestra sedeva alla sua sinistra e le musiciste stavano dietro ad esso. Durante queste preghiere di lamento cantate venivano eseguiti atti rituali, il cui scopo era persuadere la poliade a non abbandonare la città. Inoltre, alcuni lamenti includevano il dolore per la perdita della musica stessa durante la distruzione d'una città e del suo tempio. In una di queste opere, la "dea piangente" Ninisinna lamenta la distruzione della sua città, sin, non solo come perdita di cibo, bevande e lusso ma anche perché non c'erano «strumenti musicali dal suono dolce come la lira, tamburo, tamburello e flauto ad ancia; niente canti consolatori e parole rassicuranti da parte dei cantori e dei sacerdoti del tempio.»
Alcuni rituali coinvolgevano gli strumenti stessi, divinizzati e capaci di ricevere sacrifici animali come dèi. In un rituale strettamente associato a un tamburo descritto in un testo accadico, un toro veniva portato al tempio e venivano fatte offerte a Enki, dio della musica e della saggezza. Durante il rituale varie parti del toro venivano bruciate con una torcia. Dodici teli furono posti a terra e sopra ogni telo fu posta l'immagine in bronzo di un dio. Furono fatti sacrifici e fu posizionato un tamburo. Le immagini di bronzo venivano poi poste all'interno del tamburo, si sussurravano incantesimi alle orecchie del toro, si cantava un inno accompagnato da un oboe e il toro veniva sacrificato.

### Musica hurrita
Fra i testi hurriti provenienti da Ugarit si trovano alcuni dei più antichi esempi conosciuti di musica scritta, datati da circa il 1400 a.C. comprendenti una canzone completa. Esiste una ricostruzione di questo inno su una pagina web. In questi frammenti sono stati trovati i nomi di quattro compositori: Tapšiẖuni, Puẖiya(na), Urẖiya, e Ammiya.

## Scoperte archeologiche

### Inno babilonese
Nel 2025, un gruppo di ricercatori della Ludwig-Maximilians-Universität di Monaco (LMU) e dell’Università di Baghdad ha riscoperto e decifrato un antico inno babilonese scritto più di duemila anni fa. Il testo, che era andato perduto per secoli, e rappresenta una scoperta importante per lo studio della Mesopotamia antica. Il progetto è stato guidato dal professor Enrique Jiménez, esperto di assiriologia, che ha lavorato con un team internazionale. Per completare il testo, lungo circa 250 versi, gli studiosi hanno usato un sistema di intelligenza artificiale chiamato Electronic Babylonian Literature. Questo strumento ha permesso di ritrovare trenta frammenti manoscritti collegati all’inno originale, operazione che in passato avrebbe richiesto decenni di lavoro manuale. Il testo era scritto in scrittura cuneiforme su tavolette d’argilla e fa parte della collezione della Biblioteca di Sippar, una raccolta di testi antichi attorno alla quale esiste anche una leggenda: si dice che Noè l’avesse nascosta prima del Diluvio. L’inno a Babilonia è un’opera poetica che loda la città per la sua bellezza, la sua ricchezza e il suo ordine. Viene celebrata la grandezza della città, il ruolo del fiume Eufrate come fonte di vita e abbondanza, e la prosperità della popolazione. Una particolarità del testo è che contiene descrizioni della natura, elemento raro nella letteratura mesopotamica superstite. Secondo Jiménez, questo è un aspetto eccezionale, perché finora si conoscevano pochissime descrizioni naturalistiche nei testi dell’epoca. Il testo contiene anche riferimenti al ruolo delle donne nella società babilonese, in particolare alle sacerdotesse, e descrive le loro funzioni religiose. Inoltre, l’inno parla di una società tollerante, dove si trattavano con rispetto anche gli stranieri.
L’inno veniva copiato e insegnato nelle scuole dell’epoca, il che dimostra quanto fosse diffuso e importante nella cultura mesopotamica. Tuttavia, nonostante questa popolarità antica, il testo era rimasto sconosciuto agli studiosi moderni fino a questa recente riscoperta. La scoperta dell’inno contribuisce a farci capire meglio la sua storia, la sua religione e la sua vita quotidiana.

### Esplicative
1. ↑  Ricostruzione di Marcelle Duchesne-Guillemin dell'inno, benché vi siano almeno altre quattro «diverse interpretazioni della notazione, ciascuna delle quali porta a risultati completamente differenti» secondo West 1994, p. 161. In aggiunta a West e Duchesne-Guillemin (1975, 1977, 1980, & 1984), le interpretazioni alternative comprendono Anne Draffkorn Kilmer (1965, 1971, 1974, 1976, & 1984), David Wulstan (1968), e Raoul Gregory Vitale (1982).

### Bibliografiche
1. ↑  Bowen 2020, p. 68.
2. ↑  Bowen 2020, p. 73.
3. ↑  Collon 2003, p. 99.
4. ↑  Bowen 2020, pp. 70-72.
5. ↑  Mirelman 2009, p. 14.
6. ↑  Kramer 1983, p. 73.
7. ↑  Franklin 2006, p. 42.
8. ↑  Sachs 2012, cap. 3, "drums", 18.
9. ↑  Sachs 2012, cap. 3, "drums", 18-19.
10. ↑  Kilmer 1971, p. 137.
11. 1 2  Sachs 2012, cap. 3, "drums", 19-20.
12. ↑  Franklin 2015, p. 63.
13. ↑   Urkesh webpage, su 128.97.6.202. URL consultato il 16 luglio 2015 (archiviato dall'url originale il 17 gennaio 2016).
14. ↑  West 1994, p. 171.
15. 1 2  (EN) Dario Radley, Hymn to Babylon discovered, revealing ancient Mesopotamian city life, su Archaeology Mag, 2 luglio 2025.

### Studi
- (EN) Joshua Bowen, Learn to Read Ancient Sumerian: An Introduction for Complete Beginners, Digital Hammurabi Press, 2019, ISBN 978-1-7343586-0-5.
- (EN) Joshua Bowen, Learning to Pray in a Dead Language: Education and Invocation in Ancient Sumerian, Digital Hammurabi Press, 2020, ISBN 978-1-7343586-6-7.
- (EN) Dominique Collon, Dance in Ancient Mesopotamia, in Near Eastern Archaeology, vol. 66, n. 3, 2003,  pp. 96-102, DOI:10.2307/3210911, JSTOR 3210911.
- Marcelle Duchesne-Guillemin, "Sur la restitution de la musique hourrite" in Revue de Musicologie 66, n. 1: 5–26, 1980
- Marcelle Duchesne-Guillemin, A Hurrian Musical Score from Ugarit: The Discovery of Mesopotamian Music in Sources from the Ancient Near East, vol. 2, fasc. 2, Malibu (CA), Undena Publications, 1984 ISBN 0-89003-158-4
- Robert Fink, The Origin of Music: A Theory of the Universal Development of Music, Saskatoon, Greenwich-Meridian, 1981.
- Hans Gütterbock, "Musical Notation in Ugarit" in Revue d'assyriologie et d'archéologie orientale 64, n. 1: 45–52, 1970.
- (EN) Douglas Irvine, The Gold Lyre of Ur, c. 2650 BC (BCE), su WilliamSound.com, 2003. URL consultato il 19 gennaio 2011 (archiviato dall'url originale il 19 aprile 2009).
- Anne Draffkorn Kilmer, The Discovery of an Ancient Mesopotamian Theory of Music in Proceedings of the American Philosophical Society 115:131–49, 1971.
- Anne Draffkorn Kilmer, "The Cult Song with Music from Ancient Ugarit: Another Interpretation" in Revue d'Assyriologie 68:69–82, 1974
- Anne Draffkorn Kilmer, Richard L. Crocker, and Robert R. Brown, Sounds from Silence: Recent Discoveries in Ancient Near Eastern Music. Berkeley: Bit Enki Publications, 1976. Includes LP record, Bit Enki Records BTNK 101, reissued [s.d.] as CD.
- Anne Draffkorn Kilmer, "Musik, A: philologisch". Reallexikon der Assyriologie und vorderasiatischen Archäologie 8, edited by Dietz Otto Edzard, 463–82. Berlin: De Gruyter. 1997 ISBN 3-11-014809-9.
- Anne Draffkorn Kilmer, "Mesopotamia §8(ii)". The New Grove Dictionary of Music and Musicians, second edition, edited by Stanley Sadie and John Tyrrell. London: Macmillan Publishers, 2001
- (EN) Sam Mirelman, New Developments in the social history of music and musicians in ancient Iraq, Syria, and Turkey, in Yearbook for Traditional Music, n. 41, Cambridge University Press, 2009,  pp. 12-22, DOI:10.1017/S0740155800004112, JSTOR 25735476.
- Peter Roger e Stuart Moorey, Ancient Iraq: (Assyria and Babylonia), Oxford, Ashmolean Museum, 1976.
- Peter van der Merwe, Origins of the Popular Style: The Antecedents of Twentieth-Century Popular Music, Oxford, Clarendon Press, 1989 ISBN 0-19-316121-4.
- Raoul Gregory Vitale, "La Musique suméro-accadienne: gamme et notation musicale" in Ugarit-Forschungen 14 (1982): 241–63, 1982.
- Egon Wellesz, ed. New Oxford History of Music Volume I: Ancient and Oriental Music, Oxford, Oxford University Press, 1957.
- (EN) Martin Litchfiel West, The Babylonian Musical Notation and the Hurrian Melodic Texts, in Music and Letters, vol. 75, n. 2, 1994,  pp. 161-79.
- (EN) David Wulstan, The Tuning of the Babylonian Harp, in Iraq, n. 30, 1968,  pp. 215-28.
- (EN) David Wulstan, The Earliest Musical Notation, in Music and Letters, n. 52, 1971,  pp. 365-382.